# Odo Marquard
Pour les articles homonymes, voir Marquard.
Odo Marquard, né le 26 février 1928 à Stolp (Poméranie) et mort le 9 mai 2015 à Celle (Basse-Saxe), est un philosophe allemand.  

## Biographie
Marquard a étudié la philosophie, la germanistique et la théologie à l'université de Münster et à l'université de Fribourg-en-Brisgau. Il soutient une thèse de doctorat en 1954 Sur le problème de la logique du paraître à partir de Kant. Il a été l'assistant de Joachim Ritter à Münster et a soutenu son habilitation en 1963 avec un travail Sur la dépotentialisation de la philosophie transcendantale. Quelques motifs philosophiques d'un nouveau psychologisme dans la philosophie. Puis il a enseigné comme privatdozent et est devenu professeur en 1965 à l'université de Giessen où il est devenu professeur émérite en 1993. Son œuvre est honorée par de nombreux prix et récompenses en Allemagne. 

## Philosophie
Les écrits de Marquard - le plus souvent de courts essais - se caractérisent par un style polémique et souvent humoristique. Ses premiers travaux concernent surtout la philosophie de l'histoire et la philosophie de la nature dans l'idéalisme allemand et le retour de motifs idéalistes dans la psychanalyse. 
Il entreprend une critique de la philosophie de l'histoire qu'il interprète comme réaction à une crise de la théodicée dans le domaine du savoir. Il se tourne vers l'anthropologie et une philosophie sceptique de la finitude de l'existence.  L'homme ne peut que s'en tenir aux conventions dont il hérite et tenter de les compenser, ce qui entraîne un certain conservatisme.
Marquard propose ainsi un Adieu au principiel dans la philosophie et un éloge du polythéisme et la séparation des pouvoirs ainsi qu'une Apologie de la contingence. Il se situe ainsi en opposition à la critique sociale de l'École de Francfort qu'il considère comme un « hypertribunal » de la philosophie de l'histoire. Il revendique un « usualisme » contre l'utopie politique, les programmes critiques totalitaires et les exigences de légitimation, soit une forme d'adhésion au monde moderne bourgeois.  
Marquard a exercé une influence sur les sciences humaines avec sa pensée de la compensation. Les sciences humaines et particulièrement l'esthétique ont pour lui la fonction de compenser les préjudices de l'environnement humain : « Plus le monde est moderne, plus les sciences humaines sont indispensables ». 

## Œuvres
Titres originaux
- Zum Problem der Logik des Scheins im Anschluß an Kant. Über Möglichkeiten und Grenzen einer kompromittierenden Genealogie der Metaphysik. Diss. phil. Freiburg im Breisgau 1954
- Skeptische Methode im Blick auf Kant. Alber, Freiburg/München 1958
- Schwierigkeiten mit der Geschichtsphilosophie. Suhrkamp (Theorie), Frankfurt am Main 1973
- Abschied vom Prinzipiellen. Reclam (UB (de) 7724), Stuttgart, 1981  (ISBN 978-3-15-007724-5)
- Apologie des Zufälligen. Reclam (UB 8351), Stuttgart, 1986  (ISBN 978-3-15-008351-2)
- Aesthetica und Anaesthetica. Schöningh, Paderborn, 1989
- Skepsis und Zustimmung. Reclam (UB 9334), Stuttgart, 1994  (ISBN 978-3-15-009334-4)
- Glück im Unglück. Fink, München 1995 (Trad. esp.: Felicidad en la infelicidad. Reflexiones filosóficas, Buenos Aires/Madrid, Katz editores S.A, 2007  (ISBN 8493518778))
- Philosophie des Stattdessen. Reclam (UB 18049), Stuttgart, 2000  (ISBN 978-3-15-018049-5)
- Skepsis als Philosophie der Endlichkeit. Bouvier, Bonn, 2002
- Zukunft braucht Herkunft. Reclam (Reihe Reclam), Stuttgart, 2003  (ISBN 978-3-15-050040-8)
- Individuum und Gewaltenteilung. Reclam (UB 18306), Stuttgart, 2004  (ISBN 978-3-15-018306-9)
- Skepsis in der Moderne. Reclam (UB 18524), Stuttgart, 2007  (ISBN 978-3-15-018524-7)

## Traduction
- Des difficultés avec la philosophie de l'histoire, trad. Olivier Manonni, Éditions de la Maison des Sciences de l'homme Paris, 2002 [lire en ligne]